# Gare de Montanaro
Pour les articles homonymes, voir Montanaro (homonymie).
La gare de Montanaro (en italien, Stazione di Montanaro) est une gare ferroviaire italienne de la ligne de Chivasso à Aoste, située sur le territoire de la commune de Montanaro, à proximité du centre-ville, dans la province de Turin en région du Piémont.
Construite, comme la ligne, par la Società anonima per la costruzione della ferrovia da Ivrea a Chivasso per Mazzé, elle est mise en service en 1858 par la Compagnie du chemin de fer Victor-Emmanuel, l'exploitant de la ligne.
C'est une gare voyageurs de Rete ferroviaria italiana (RFI) desservie par des trains régionaux (R) Trenitalia.

## Situation ferroviaire
Établie à environ 210 mètres d'altitude, la gare de Montanaro est située au point kilométrique (PK) 5,225 de la ligne de Chivasso à Aoste (section à voie unique électrifiée), entre les gares de Chivasso et de Rodallo.
Gare d'évitement, elle dispose d'une deuxième voie pour le croisement des trains.

## Histoire
La station de Montanaro est mise en service le 1er mai 1858 par la Compagnie du chemin de fer Victor-Emmanuel, lorsqu'elle ouvre à l'exploitation la première section de Chivasso à Caluso de sa ligne de Chivasso à Ivrée, embranchement de celle de Turin à Novare,.
La station est construite par la Società anonima per la costruzione della ferrovia da Ivrea a Chivasso per Mazzé, de Thomas Brassey et Carlo Henfrey, concessionnaire de la ligne>. Elle est le centre d'une courbe serrée qui débute en gare de Chivasso, distante de 6 km, et aboutit en  gare de Rodallo, à 5 km. Montanaro est établie, près d'une petite chapelle, à environ 150 mètres du centre de la ville. La station est décorée avec des fleurs et dispose d'une petite halle à marchandises et de voies de service.

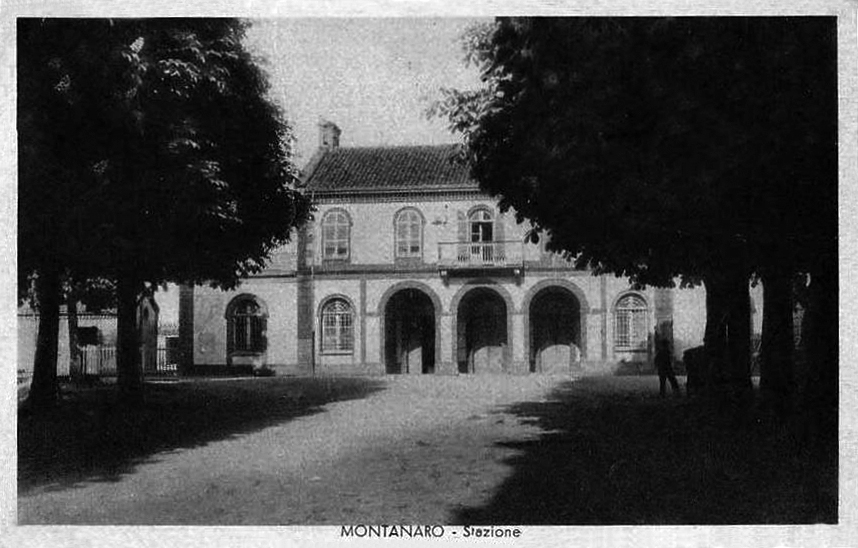
La gare de Montanaro au début des années 1900.

## Service des voyageurs

### Accueil
Gare voyageurs RFI, classée argent, elle dispose d'un bâtiment voyageurs, avec un point de vente de billets régionaux. Elle est équipée d'un automate pour l'achat de titres de transport régionaux.

### Desserte
Montanaro est desservie par des trains régionaux (R) Trenitalia de la relation Turin-Porta-Nuova (ou Novare, ou Chivasso) - Ivrée.

### Intermodalité
Un parking pour les véhicules y est aménagé.

## Patrimoine ferroviaire
Le bâtiment principal de la gare comprend un corps central avec 6 ouvertures en façade, un étage et une toiture à deux pentes, il est encadré par deux ailes à une ouverture en façade et avec un toit terrasse au-dessus du rez-de-chaussée (voir image de ce même édifice vers 1900).